# 大箭叶蓼
大箭叶蓼（学名：Polygonum darrisii），为蓼科蓼属下的一个植物种。